# Dschigiten

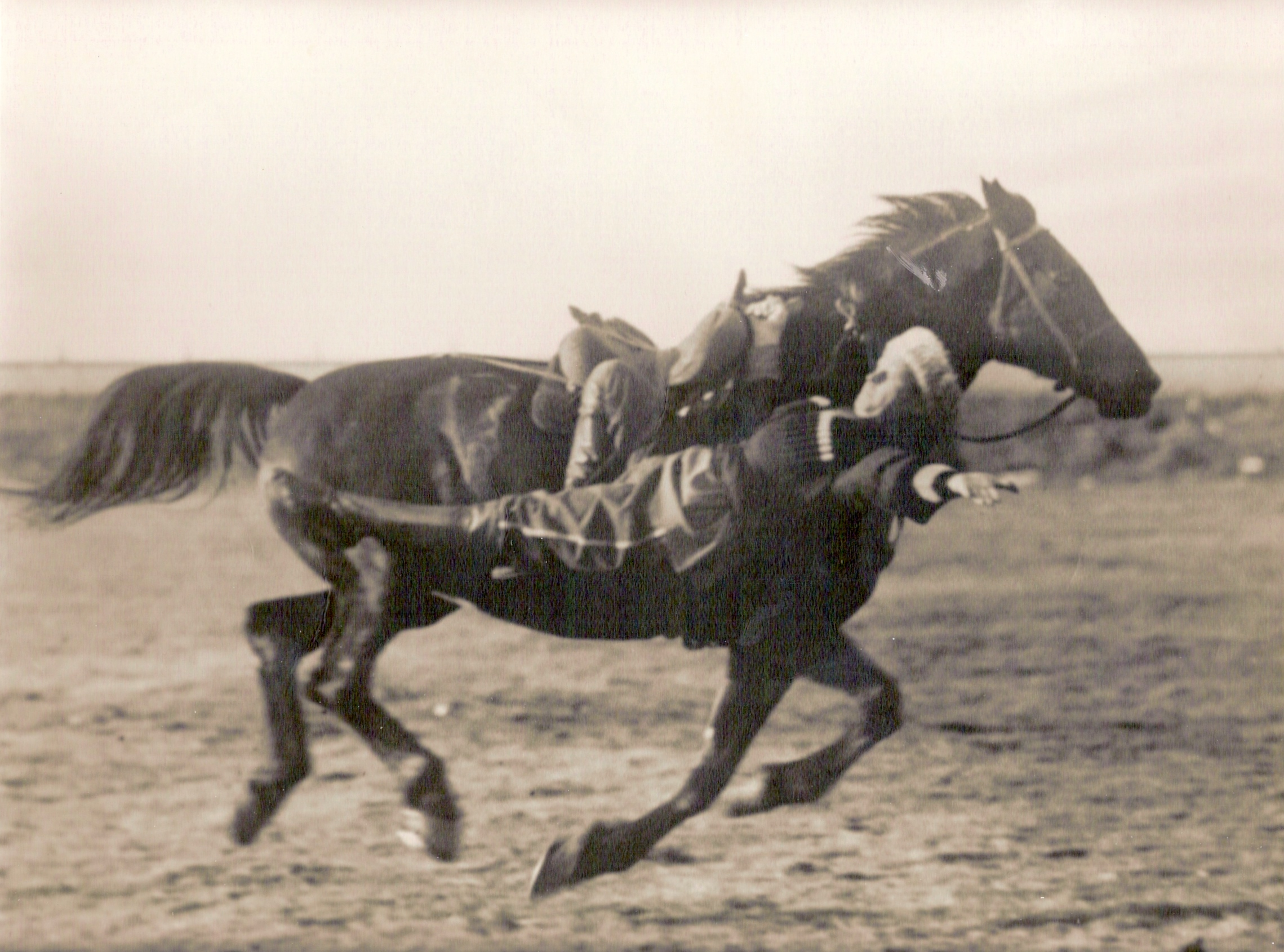
Kosake, 1950er Jahre

Dschigit (kirgisisch жигит dschigit) ist ein Wort, das im Kaukasus, der Eurasischen Steppe, insbesondere dem ehemaligen Turkestan, Kirgisistan und den südlichen Steppengebieten Osteuropas verwendet wird, um einen geschickten und mutigen Reiter oder allgemein eine mutige Person zu beschreiben. Das Wort ist türkischen Ursprungs.

## Russische Truppengattung

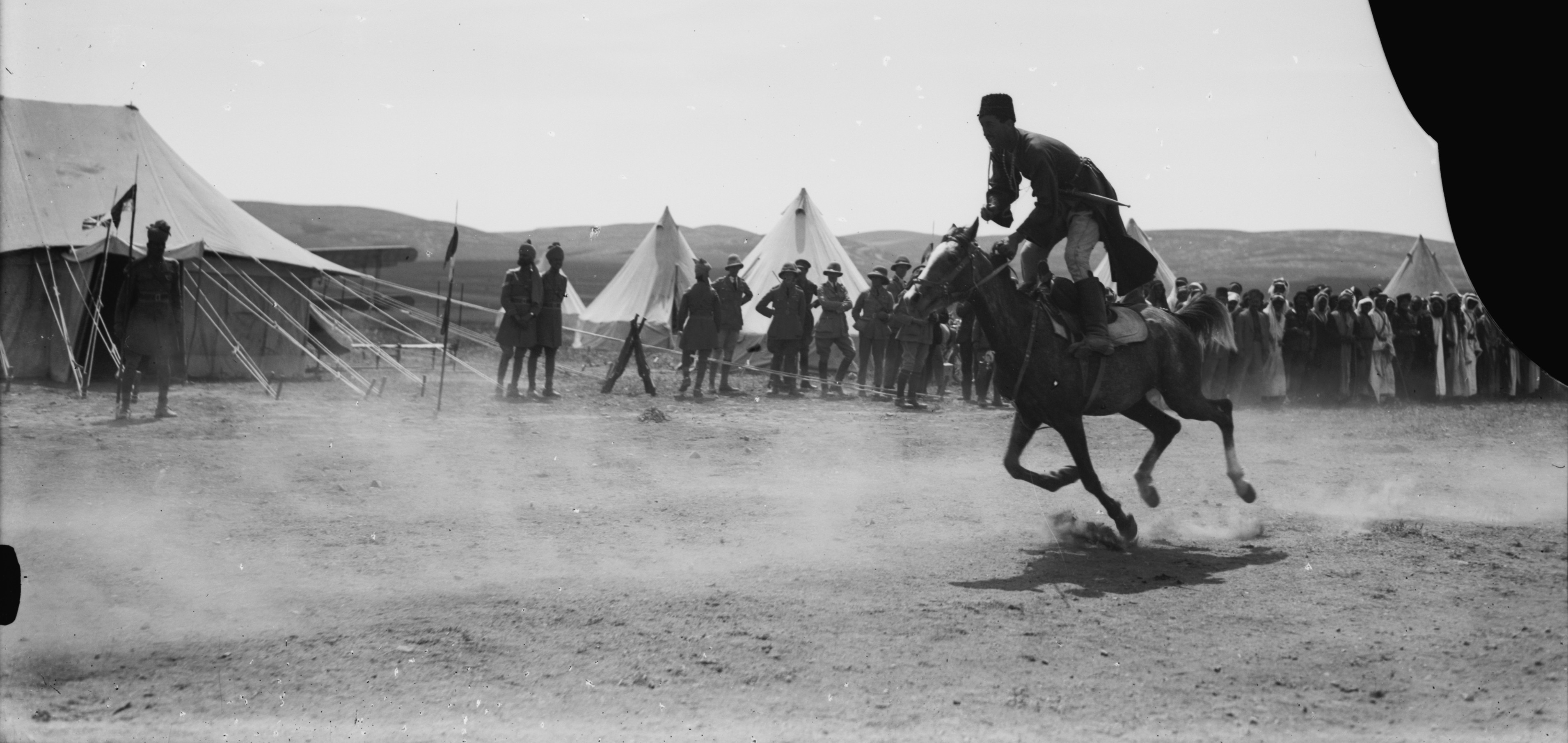
Tscherkessische Reitkunst in Transjordanien, 1921

Dschigiten sind eine historische russische Truppengattung aus dem Kaukasus. Dschigiten gehörten zur Kavallerie und zeichneten sich durch große Gewandtheit in der Beherrschung des Pferdes, in Ausdauer, Kühnheit und Geschicklichkeit während des Kampfes aus. Östlich des Kaukasus wurden die Kirgisen und übrigen Nomaden, die sich gegen Sold den Russen anschlossen, Dschigiten genannt. Sie dienten als Ordonnanz und als Kundschafter.

### Dschigitowka
Dschigitowka ist der wilde Reitstil der Kosaken. Bei der Dschigitovka führen sie im schnellen Galopp verschiedene Tricks aus. Sie springen auf das galoppierende Pferd, schießen auf dem Pferd stehen, verstecken sich unter dem Bauch des Pferdes, heben im Galopp Gegenstände vom Boden auf oder stellten sich tödlich getroffen, indem sie das Pferd aus vollem Lauf stoppten und hinlegten, um dahinter in Deckung zu gehen. Das Ziel von Dschigitowka ist laut Artikel 205 der Kosaken-Dienstvorschrift von 1899 Mut und Beweglichkeit der Kosaken zu entwickeln. In Artikel 209 wird die Dschigitowka in Pflichtübung mit Waffen und Sattel und freie Übung ohne Waffen oder Sattel unterteilt.
Die Kosaken kämpften im Russischen Bürgerkrieg teilweise auf der Seite der Roten Armee, überwiegend aber auf Seiten der zaristischen „Weißen“. Das hatte in der Zeit von 1918 bis 1933 der unter Stalin in der Sowjetunion eine Entkosakisierung zur Folge. Die offizielle Auflösung der sowjetischen Kavallerie erfolgte mit Ablauf des Jahres 1953, damit waren auch die Kosaken-Einheiten Geschichte.

## Dschigiten-Reiterei und Zirkus

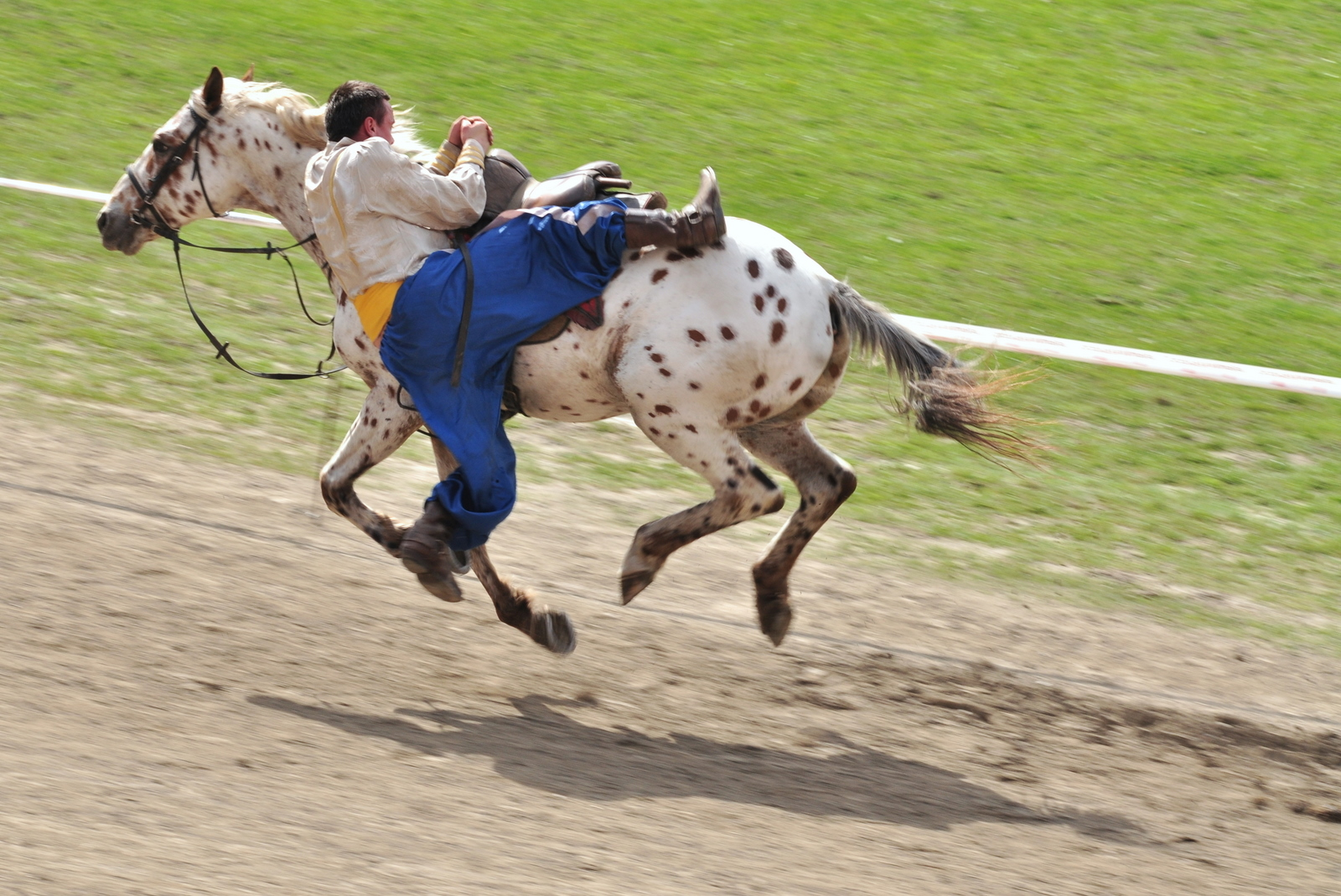
Dschigitenreiterei als Form des Kunstreitens, 2012

Seit dem frühen 19. Jahrhundert wurde die Dschigitowka im Zirkus vorgeführt. Vermittelt über den russischen Zirkus ist der Begriff Dschigiten-Reiterei zur Bezeichnung für eine Gattung des akrobatischen Kunstreitens geworden, bei dem die Pferde im Kreis galoppieren. Daraus haben sich das das Kunstreiten und im 20. Jahrhundert das Voltigieren entwickelt.
2016 wurde Dschigitowka in der Russischen Föderation offiziell als Sportart anerkannt.